# 중미·카리브 축구 선수권 대회
중미·카리브 축구 선수권 대회 또는 CCCF 챔피언십(CCCF Championship)은 중앙아메리카 및 카리브 제도 지역의 축구 선수권 대회이다. 현재의 CONCACAF 골드컵의 전신에 해당하며, 1941년부터 1961년까지 개최되었다.

## 역대 대회
| CCCF 챔피언십 | CCCF 챔피언십 | CCCF 챔피언십 | CCCF 챔피언십 | CCCF 챔피언십       | CCCF 챔피언십 | CCCF 챔피언십 |     |
| ------------- | ------------- | ------------- | ------------- | ------------------- | ------------- | ------------- | --- |
| 횟수          | 연도          | 개최국        |               | 우승                | 준우승        | 3위           | 4위 |
| 1회           | 1941          | 코스타리카    | 코스타리카    | 엘살바도르          | 퀴라소        | 파나마        |     |
| 2회           | 1943          | 엘살바도르    | 엘살바도르    | 과테말라            | 코스타리카    | 니카라과      |     |
| 3회           | 1946          | 코스타리카    | 코스타리카    | 과테말라            | 온두라스      | 엘살바도르    |     |
| 4회           | 1948          | 과테말라      | 코스타리카    | 과테말라            | 파나마        | 퀴라소        |     |
| 5회           | 1951          | 파나마        | 파나마        | 코스타리카          | 니카라과      | 빈칸          |     |
| 6회           | 1953          | 코스타리카    | 코스타리카    | 온두라스            | 과테말라      | 퀴라소        |     |
| 7회           | 1955          | 온두라스      | 코스타리카    | 퀴라소              | 온두라스      | 엘살바도르    |     |
| 8회           | 1957          | 퀴라소        | 아이티        | 퀴라소              | 온두라스      | 파나마        |     |
| 9회           | 1960          | 쿠바          | 코스타리카    | 네덜란드령 안틸레스 | 온두라스      | 수리남        |     |
| 10회          | 1961          | 코스타리카    | 코스타리카    | 엘살바도르          | 온두라스      | 아이티        |     |

## 같이 보기
- CONCACAF 선수권 대회
- 북미 축구 선수권 대회
- 코파 센트로아메리카나
- 카리브컵